# Enkärret
Enkärret is een plaats in de gemeente Värmdö in het landschap Uppland en de provincie Stockholms län in Zweden. De plaats heeft 126 inwoners (2005) en een oppervlakte van 50 hectare. Enkärret ligt op het eiland Ingarö, dit eiland is met het vasteland verbonden via een brug. De directe omgeving van Enkärret bestaat voornamelijk uit bos en rotsen, ook grenst de plaats aan de meertjes Återvallsträsket en Svartträsket.